# 吉田りんご
吉田 りんご（よしだ りんご、2000年12月11日 - ）は、大阪府出身の女子競輪選手。日本競輪選手会大阪支部所属、ホームバンクは岸和田競輪場。日本競輪選手養成所第120期生。師匠は陶器一馬（86期）。

## 経歴
中学、高校時代はボクシングとソフトボールに打ち込んでいた。
2020年1月16日、日本競輪選手養成所第120回適性試験に合格。適性合格ながら養成所在所中は滝澤教場に選抜されたほどで、競走成績は9位（9勝）。
ただ、在所中に腰のヘルニアが悪化したこともあり、2021年3月1日に養成所を卒業後した後は治療を優先。本人によると、3月13日から5月13日まで入院生活を送っていた。そのため競輪ルーキーシリーズには120期生でただ一人出場せずリハビリとトレーニングに励み、8月28日、岸和田競輪場でようやくデビュー戦を迎えた（5着）。初勝利は同年11月9日、富山FI最終日第5レース。
デビュー後も持病である椎間板ヘルニアのため欠場が多く、2022年11月から2023年2月まで、4か月間にわたって治療のため長期欠場した。